# Таджицька мова
Таджи́цька (тадж. забони тоҷикӣ, تاجیکی‎ МФА: [zaˈbɔni tɔːdʒɪˈkiː]) або таджицька пе́рська мова (тадж. форси́и тоҷикӣ́, فارسی تاجیکی МФА: [fɔrˈsiji tɔdʒiˈki]) — один із літературних стандартів перської мови (іншими є фарсі та дарі), офіційна мова Таджикистану. Поширена також в Узбекистані, Киргизстані, північному Афганістані та, частково, в Ірані. Загальна кількість мовців за різними даними сягає від 38 до 40 мільйонів. Діалекти підрозділяються за такими групами: північні (регіони Бухари, Самарканду, Ферганської долини, Пенджикента), центральні (Зеравшанський регіон), південні (каратегінські, кулябські, роґські, бадахшанські), а також південно-східні (дарвазькі).
Таджицькі говірки, що використовуються серед бухарських євреїв Центральної Азії, належать до північних говірок. Вони головним чином відрізняються включенням термінів з івриту, головно у релігійному словнику, та історичним використанням абетки з івриту. Попри ці відмінності, бухарські євреї вільно розуміють інших таджикомовних, особливо мовців північних говірок.
Таджицька, фарсі (перська) та дарі загалом є взаємозрозумілими (за винятком тих слів, що потрапили в таджицьку з російської, а також певної кількості відмінних слів).

## Географічне поширення
Найголовніші таджикомовні міста Центральної Азії Самарканд і Бухара розташовані в сучасному Узбекистані. Таджики становлять приблизно дві третини населення Таджикистану, таджицька мова домінує в більшості частин країни за винятком областей на півночі та на заході, де переважають етнічні узбеки, і в Бадахшані на південному сході, де для більшості мовців рідними є памірські мови. Таджики також найчисленніша етнічна група в північно-східному Афганістані, а окремі громади живуть у багатьох місцях по усій країні, особливо в містах: наприклад, у Кабулі чи Гераті.
В Афганістані для запису таджицької на письмі використовують персо-арабську абетку на кшталт дарі. Внаслідок кризових явищ і військових конфліктів кінця XX — початку XXI століття багато таджиків емігрувало в інші країни і нині значна таджикомовна діаспора існує в Росії, Казахстані.

## Словник
Таджицька мова зберегла чимало архаїзмів, які вже давно не вживаються в Ірані і Афганістані, як, наприклад, арзиз (arziz) — олово, і фарбеҳ (farbeh) — жир. З іншого боку, в таджицькій є нехарактерні для фарсі чи афганської дарі запозичення. Чимало слів було запозичено з російської за роки перебування Таджикистану у складі СРСР. Також на словник вплинула географічно близька узбецька. Чимало і типових для ісламських країн запозичень з арабської. З кінця 1980-х була спроба замінити іноземні слова рідними відповідниками, використовуючи або старі терміни, які вийшли з ужитку, або ж розробивши нову термінологію. Багато з цих термінів, що позначають сучасні реалії на зразок гармкунак (garmkunak) — нагрівач, і чангкашак (changkashak) — пилосос, відрізняються від еквівалентів у фарсі та дарі.
У наведеній нижче таблиці порівнюються фарсі, таджицька, пушту та деякі інші індоєвропейські мови.
| Таджицька                 | моҳ (moh)                 | нав (nav)                 | модар (modar)             | хоҳар (khohar)            | шаб (shab)                | бинӣ (binī)               | се (se)                   | сиёҳ (siyoh)              | сурх (surkh)              | зард (zard)               | сабз (sabz)               | гург (gurg)               |
| Інші індоєвропейські мови | Інші індоєвропейські мови | Інші індоєвропейські мови | Інші індоєвропейські мови | Інші індоєвропейські мови | Інші індоєвропейські мови | Інші індоєвропейські мови | Інші індоєвропейські мови | Інші індоєвропейські мови | Інші індоєвропейські мови | Інші індоєвропейські мови | Інші індоєвропейські мови | Інші індоєвропейські мови |
| ------------------------- | ------------------------- | ------------------------- | ------------------------- | ------------------------- | ------------------------- | ------------------------- | ------------------------- | ------------------------- | ------------------------- | ------------------------- | ------------------------- | ------------------------- |
| Перська                   | māh                       | no                        | mādar                     | khāhar                    | shab                      | damāgh                    | se                        | siyāh                     | sorkh                     | zard                      | sabz                      | gorg                      |
| Пушту                     | myāsht                    | nəvay                     | mōr                       | khōr                      | shpa                      | pōza                      | dre                       | tōr                       | sur                       | zhaṛ                      | shin                      | lewa                      |
| Гінді                     | mahīnā                    | na'ē                      | mām̐                       | bahana                    | rāta                      | nāka                      | tīna                      | kālā                      | lāla                      | pīlē                      | harā                      | bhēṛiyā                   |
| Українська                | місяць                    | новий                     | мати                      | сестра                    | ніч                       | ніс                       | три                       | чорний                    | червоний                  | жовтий                    | зелений                   | вовк                      |
| Російська                 | месяц                     | новый                     | мать                      | сестра                    | ночь                      | нос                       | три                       | чёрный                    | красный                   | жёлтый                    | зелёный                   | волк                      |
| Англійська                | month                     | new                       | mother                    | sister                    | night                     | nose                      | three                     | black                     | red                       | yellow                    | green                     | wolf                      |
| Латинська                 | mēnsis                    | novus                     | māter                     | soror                     | nox                       | nasus                     | trēs                      | āter, niger               | ruber                     | flāvus, gilvus            | viridis                   | lupus                     |
| Італійська                | mese                      | nuovo                     | madre                     | sorella                   | notte                     | naso                      | tre                       | nero                      | rosso                     | giallo                    | verde                     | lupo                      |

## Письмо
Таджики нині користуються кирилицею, створеною у Радянському Союзі, хоча свого часу послугувались як латинкою, так і перською (на основі арабиці) абеткою. У Таджикистані з 1928 року використовувалася латиниця, яка у 1930-х була замінена кирилицею. В Афганістані таджики і далі використовують перську абетку.

## Історія
Після арабського завоювання Ірану і більшості Центральної Азії у VIII сторіччі нашої ери, арабська на якийсь час стала придворною мовою, а перська й інші іранські мови були обмежені приватною сферою. У IX сторіччі нашої ери, за правління Саманідів, чия держава зайняла Узбекистан, Таджикистан, Афганістан і північно-східний Іран і в якій головними містами були Бухара, Самарканд і Герат, новоперська мова стала мовою двору і швидко витіснила арабську. Однак потужний арабський вплив залишився у формі персо-арабської абетки і величезної кількості арабських запозичених слів.
Нова перська мова була мовою міжнаціонального спілкування Центральної Азії протягом сторіч, хоча врешті-решт ця роль відійшла до чагатайської мови, завдяки переселенню в регіон тюркомовних племен зі сходу. Починаючи з XVI сторіччя, таджицька перебувала під впливом сусідніх тюркських мов, особливо узбецької, яка значною мірою замінила таджицьку в більшості областей сучасного Узбекистану. В більшості областей Туркменістану, наприклад, у Мерві, таджицька сьогодні фактично не вживається. Проте таджицька частково збереглася в Узбекистані, переважно в містах — Самарканді, Бухарі та Сурксондар'ї.
Створення Таджицької Радянської Соціалістичної Республіки всередині СРСР у 1929 допомогло зберегти таджицьку, яка разом з російською стала державною мовою республіки. Велика кількість таджиків залишилася за межами республіки, здебільшого в Узбекистані, що стало джерелом напруги між таджиками і узбеками. Ні Самарканд, ні Бухара не увійшли до складу Таджицької РСР, незважаючи на їх величезну історичну роль у таджицькій історії. Після створення Таджицької РСР чимало етнічних таджиків виїхало з Узбецької РСР, особливо до столиці Душанбе, що справило істотний вплив на політичне, культурне та економічне життя республік. Вплив цього притоку етнічних таджицьких іммігрантів з Узбецької РСР більше всього доводить той факт, що літературна таджицька мова заснована саме на північно-західних діалектах, а не на центральних, якими говорять у Душанбе і сусідніх областях.
Фонетика таджицької включає 6 голосних та 24 приголосних звуки. Граматична будова — флективно-аналітична. Іменники втратили давню систему відмінювання. Відсутні категорії відмінку та роду. Відмінкові стосунки висловлюються синтаксично. Розповсюдженим засобом зв'язку між іменами є ізафет. Дієслово має багато аналітичних форм та сполучень. Часові значення тісно переплетені з видовими. Дієслово розрізняє такі способи: дійсний, наказовий, умовний, припустимий. Форми перфекту деякі дослідники вважають особливим способом — неявним або аудитивним.
Літературна мова сягає єдиної перської мови IX — XV століть. У радянську епоху літературну перську мову на території Таджикистану було виокремлено у мову таджицьку та наближено її до розмовної.
Перші писемні пам'ятки (арабським письмом) припадають на IX століття. Починаючи з радянських часів, для запису таджицької мови користуються кирилицею.
«Таджики», що мешкають в південно-західній частині Сіньцзян-уйгурського автономного району Китаю, насправді є памірськими таджиками і говорять ваханською і сарикольською мовами памірської групи іранських мов.

## Приклад
«Заповіт» Т. Г. Шевченка таджицькою мовою (переклав Мірзо Турсун-заде)
| ВАСИЯТ Вақте ки ман мурдам, шумо Гӯрам кунед, эй дӯстон, Дар байни саҳрои васеи - Украини меҳрубон. То киштзорони калон, То ин Днепри кап-кабуд Бошанд дар чашмам аён; То ин ки шав-шуви Днепр Ояд ба гӯшам ҳар замон. Гӯрам кунед, исьён кунед, Занҷирҳоро барканед, Дар роҳи озодии худ Резед хуни душманон! Пас, дар ҳаёти хурраму Даврони озодонатон, Дар хонадони аъзами Хушбахту пирӯзи ҷаҳон Ёдоварӣ аз ман кунед Бо лафзи ширин, дӯстон! |

Джерело: Т. Г. Шевченко, Заповіт мовами народів світу, К., «Наукова думка», 1989